# Hacı Hüseyin Pascià
Hüseyin Mezzomorto (... – 1701) è stato un corsaro ottomano di origine spagnola, Bey e governatore di Algeri. Il suo epiteto, di origine italiana, gli venne attribuito dagli spagnoli in seguito ad una battaglia nella quale venne gravemente ferito.